# ミドラーシュ
ミドラーシュとは、ユダヤ教における聖書解釈の方法「デラーシュ」と、その解釈をまとめた文学のジャンル。ヘブライ語で、「捜し求めるもの」の意味。
デラーシュとはヘブライ語聖書の解釈方法の一つで、意味の解説、隠れた意味を探るなど、決して字義通りではない聖書解釈のことをいう。しばしば、文字通りに解釈すること（ペシャート）とはまったく異なり、創造的・象徴的な内容の解釈を引き出すこともある。
ミドラーシュの指す内容には次の二つがある：
1. ミドラーシュ・ハラーハー　Midrash halakha ： トーラー（創世記を除いた4書）のタナイームの注解書群。タルムードとは別の文書。具体的な律法や規則を導き出すことを目的とする。
2. ミドラーシュ・アッガーダー　Midrash Aggadah（「語りのミドラーシュ」、物語ミドラーシュ）：倫理的な教訓や物語など、法規的でない内容の聖書解釈。5世紀から16世紀にわたり、膨大な数のミドラーシュが誕生した。

単にミドラーシュといえばミドラーシュ・アッガーダーを指すようになっている。部分的にはトーラー・シェベアル＝ペ（口伝律法）の成文化された形と捉えることもできる。

### フルテキスト
- タンフーマー Tanchuma
- Yalkut Shimoni
- Tana Devei Eliyahu
- Jewishgates.org

## 文献案内
- 『賢者たちの「聖書」伝説　上』（H．N．ビアリク ほか編、ミルトス編集部 編訳、ISBN 4-89586-146-5、2001年12月 発行）
- 『ミドラシュとは何か　聖書の研究シリーズ　42』（J・ニューズナー Jacob Neusner 著、長窪専三 訳、教文館、1994年10月 発行、ISBN 4-7642-8042-6）

- קטגוריה:ספרי מדרשים （ミドラーシュ文書）も参照